# Kris Zimmerman
Kris Zimmerman Salter (Cleveland, 1958) è una direttrice del doppiaggio statunitense.

## Biografia
Ha iniziato a lavorare per la Hanna-Barbera in qualità di coordinatrice per la serie animata Wildfire nel 1986.
Ha inoltre diretto e assegnato le voci per un certo numero di videogiochi, compresi Onimusha 3: Demon Siege, Legacy of Kain: Soul Reaver, Grandia II, La Pucelle: Tactics, Sword of the Berserk. In aggiunta ha diretto anche per varie serie televisive animate, come Mucca e Pollo, Le avventure di Johnny Quest, Le tenebrose avventure di Billy e Mandy e il suo spin-off "Hector Polpetta'' e Underfist: Halloween Bash, Johnny Bravo, SWAT Kats: The Radical Squadron, Ben 10 e I pronipoti.
È stata sposata con il doppiatore Patric Zimmerman (voce di Revolver Ocelot) per nove anni.

## Doppiaggio

### Videogiochi
- Fire Emblem: Fates - Cassita, Arete, Anthony
- Metal Gear Solid 4: Guns of the Patriots - Soldati nemici, voce dei Gekko
- République - Data Broker
- Resident Evil 6 - Civili
- Resident Evil: Revelations 2 - Gina Foley
- Shadows of the Damned - Demoni
- The Wonderful 101 - Wonder Black
- Travis Strikes Again: No More Heroes - Jeane
- X-Men Legends - Donna civile